# Unfolded protein response
L'unfolded protein response (UPR: risposta a proteine malpiegate) è una risposta di stress cellulare correlata al reticolo endoplasmatico. Viene attivata in seguito ad accumulazione di proteine dispiegate o malpiegate nel lume del reticolo endoplasmatico. In questa situazione la risposta UPR ha due scopi: inizialmente ripristinare la funzione normale della cellula attraverso l'interruzione della sintesi proteica e incrementare la produzione di chaperones molecolari coinvolti nel ripiegamento proteico; se questi obiettivi non vengono raggiunti entro un determinato lasso di tempo la risposta UPR inizializza la morte cellulare programmata (apoptosi).